# Valherbasse
Valherbasse es una comuna nueva francesa situada en el departamento de Drôme, de la región de Auvernia-Ródano-Alpes.

## Historia
Fue creada el 1 de enero de 2019, en aplicación de una resolución del prefecto de Drôme de 28 de septiembre de 2018 con la unión de las comunas de Miribel, Montrigaud y Saint-Bonnet-de-Valclérieux, pasando a estar el ayuntamiento en la antigua comuna de Montrigaud.

## Demografía
Según los datos aportados en la resolución del prefecto de Drôme, la comuna se crea con 1021 habitantes.

## Composición
| Comuna fusionada            | Código INSEE | Población (2016) | Superficie (km²) | Densidad (hab./km²) |
| --------------------------- | ------------ | ---------------- | ---------------- | ------------------- |
| Miribel                     | 26184        | 296              | 6.55             | 45                  |
| Montrigaud                  | 26210        | 490              | 28.73            | 17                  |
| Saint-Bonnet-de-Valclérieux | 26297        | 216              | 8.29             | 26                  |